# Kara Lawson
Kara Lawson, née le 14 février 1981 à Alexandria, est une joueuse puis entraîneure américaine de basket-ball. Championne olympique 2008, elle participe à deux finales du championnat  de la NCAA avec les Lady Vols du Tennessee, puis remporte un titre de la Women's National Basketball Association (WNBA) avec les Monarchs de Sacramento en 2005. Depuis 2020, elle est l'entraîneure des Blue Devils de l'université Duke.

## Biographie

### Carrière de joueuse

#### Lady Vols du Tennessee
Kara Lawson évolue lors de carrière universitaire avec les Lady Vols de l'université du Tennessee dirigée par Pat Summitt. Durant cette période, elle dispute le  tournoi final de la NCAA lors des quatre saisons, atteignant le Final four en 2000, 2002 et 2003. Les Ladies Vols disputent la finale à deux reprises, deux défaites, 71 à 52 en 2000 face aux Huskies du Connecticut et 73 à 68 face au même adversaire en 2002. Lors des quatre saisons, les Ladies Vols reportent le titre de la saison régulière de la Southeastern Conference, et le tournoi de cette conférence en 2000.
À titre individuel, elle est nommée dans le troisième cinq All-America par l'Associated Press en 2001 puis dans le deuxième cinq en 2002 et dans l'équipe All-America ces même années par l'United States Basketball Writers Association et All-America Team par la Women's Basketball Coaches Association (WBCA) en 2002. Elle reçoit en 2003 également le Frances Pomeroy Naismith Award, distinction annuelle du basket-ball universitaire américain décernée par la WBCA aux joueuses (depuis 1984) de taille inférieures à 1,73 m.

#### WNBA
Sélectionnée en cinquième position lors de la draft WNBA 2003 par les Shock de Détroit, elle est échangée avec les Monarchs contre Kedra Holland-Corn (en) et un second tour de draft le 29 avril 2003. Lors de sa première saison, elle termine au quatrième rang des votes décernant le trophée de rookie de l'année.
Avec les Monarchs, elle gagne deux fois (2005, 2006) le titre de la Conférence Ouest et remporte le championnat 2005, remportant 3 à 1 face au Sun du Connecticut, puis s'inclinant 3 à 2 la saison suivante face au Shock de Détroit . Elle obtient ses meilleures évaluations en playoffs lors de ces deux saisons, avec notamment 18 points, 9 rebonds et 7 passes le 10 septembre 2005 contre les Comets de Houston et lors des playoffs 2006, elle marque 22 points contre Détroit le 30 août 2006 en réussissant six paniers à trois points,.
En 2007, elle termine derrière Plenette Pierson lors du vote désignant la meilleure sixième femme de la WNBA. Elle dispute le WNBA All-Star Game, en remplacement de Sue Bird, blessée. En 2009, elle remporte le Trophée Kim Perrot de la sportivité. 
Après sept ans à Sacramento, elle signe avec le Sun du Connecticut comme agent libre le 2 février 2010 à la suite de la liquidation de sa franchise. Elle débute 32 des 34 matches et fait sa meilleure saison de passeuse (118 passes décisives) avec le cinquième ratio passes sur balles perdues (2,46). En 2011, elle est l'une des meilleures sixièmes femmes de la ligue, deuxième avec Essence Carson derrière DeWanna Bonner, avec toujours une adresse redoutée à trois points (43,0%). Elle participe à ses septièmes playoffs en neuf saisons, réussissant notamment 15 points contre le Dream d'Atlanta. Au cours de la saison 2012, elle signe de nouveau pour trois nouvelles saisons avec le Sun, saison où elle remporte pour la seconde fois le trophée Kim Perrot.
Le 12 mars 2014, elle est transférée aux Mystics de Washington, où elle retrouve son ancien coach au Sun, Mike Thibault, contre Alex Bentley.
En 2015, ses statistiques sont de 9,6 points avec une réussite de 93,9 % aux lancers francs en 22 rencontres. Elle ne reprend pas la compétition pour la saison WNBA 2016, préférant se consacrer à son activité de commentatrice de rencontres sportives.

#### Équipe nationale
Avec l'équipe nationale, elle prend part à la préparation olympique dès 2006 et fait partie de l'équipe qui remporte en 2007 le Championnat des Amériques. Elle est membre de la sélection américaine qui remporte l'or aux Jeux olympiques 2008 face à l'Australie. Lors de la finale, elle est la meilleure marqueuse de l'équipe américaine avec 15 points (5/5 aux tirs 4/4 aux lancers), pour une moyenne sur le tournoi de 7,0 points, 3,0 passes, 2,0 rebonds et 1,0 interception. Elle participe au rassemblement de 2009, mais n'est pas retenue pour disputer le Mondial 2010.

### Carrière dans les médias
En 2007, elle est la première femme à commenter une rencontre NBA sur une chaîne nationale.
En octobre 2017, l'ancienne supportrice des Bullets devient la première femme consultante télévisée de l'équipe NBA des Wizards de Washington, où elle remplace Phil Chenier, qui prend sa retraite après 33 saisons.

### Carrière d'entraîneure
Suivant l'exemple de Becky Hammon aux Spurs de San Antonio, elle est l'une des premières femmes à rejoindre un staff NBA, aux Celtics de Boston à l'été 2019,.
En 2020, elle se voit confier le poste d'entraîneure en chef des Blue Devils de l'université Duke. Elle dispute quatre matchs avant l'arrêt de la saison en raison de la pandémie de Covid-19. Les deux saisons suivantes, elle ne parvient pas à atteindre le tournoi final de la NCAA. En 2025, Duke remporte le tournoi final de l'ACCC, Atlantic Coast Conference, face au Wolfpack de North Carolina State puis elle conduit son équipe à l'Elite Eight, l'équivalent d'un quart de finale, du tournoi NCAA, première participation à ce niveau depuis douze ans pour Duke, s'inclinant face aux Gamecocks de la Caroline du Sud.
Lors des Jeux olympiques 2000 de Tokyo, elle est l'entraîneure de la sélection américaine de basket-ball à trois, celle-ci remportant la médaille d'or du tournoi grâce à un bilan de sept victoires pour une défaite, s'imposant ensuite face à la France en demi-finale et ROC en finale,.
En mai 2025, elle est désignée entraîneure principale de la sélection américaine pour l'édition 2025 de la Coupe des Amériques disputé au Chili.

## Clubs
- 1999-2003 :  Volunteers du Tennessee (NCAA)

### WNBA
- 2003-2009 :  Monarchs de Sacramento
- 2010-2013 :  Sun du Connecticut
- 2014-2015 :  Mystics de Washington

## Palmarès
- Championne WNBA 2005

### Sélection nationale
- au Tournoi des Amériques 2007
- Médaille d'or aux jeux Olympiques de 2008 à Pékin, Chine

### Distinctions personnelles
- Introduite au Tennessee Sports Hall of Fame en 2006[12]
- Trophée Kim Perrot de la sportivité 2009,  2012